# Desertullia argyrofulva
Desertullia argyrofulva là một loài bướm đêm trong họ Noctuidae.